# Imoco Volley 2021-2022
Questa voce raccoglie le informazioni riguardanti l'Imoco Volley nelle competizioni ufficiali della stagione 2021-2022.

## Stagione
Nella stagione 2021-22 l'Imoco Volley assume la denominazione sponsorizzata di Prosecco Doc Imoco Volley Conegliano, mentre, nelle competizioni europee, è denominata Antonio Carraro Imoco Conegliano.
Conquista la Supercoppa italiana, dopo aver vinto la finale contro l'AGIL.
Partecipa per la decima volta alla Serie A1; chiude la regular season di campionato al primo posto in classifica, qualificandosi per i play-off scudetto: vince il suo quinto scudetto ai danni dalla Pro Victoria.
Grazie al primo posto nella classifica avulsa determinata in base alle partite di campionato disputate fino alla data del 24 dicembre 2021, l'Imoco si qualifica per la Coppa Italia, vincendola, grazie al successo finale sull'AGIL.
Il successo nella Champions League 2020-21 permette al club veneto di disputare il campionato mondiale per club: passata la fase a gironi con il primo posto nel proprio gruppo, perde la competizione a seguito della sconfitta in finale contro il VakıfBank.
Partecipa inoltre alla Champions League: superata la fase a gironi con il primo posto in classifica nel proprio raggruppamento, viene sconfitta in finale dal Vakifbank.

## Organigramma societario
Area direttiva
- Presidente: Piero Garbellotto

Area tecnica
- Allenatore: Daniele Santarelli
- Allenatore in seconda: Valerio Lionetti
- Assistente allenatore: Tommaso Barbato

## Rosa
| N° | Nome              | Ruolo | Data di nascita   | Nazionalità sportiva |
| -- | ----------------- | ----- | ----------------- | -------------------- |
| 1  | Lara Caravello    | L     | 4 maggio 1994     | Italia               |
| 2  | Kathryn Plummer   | S     | 16 ottobre 1998   | Stati Uniti          |
| 3  | Megan Courtney    | S     | 27 ottobre 1993   | Stati Uniti          |
| 4  | Božana Butigan    | C     | 19 agosto 2000    | Croazia              |
| 5  | Robin de Kruijf   | C     | 5 maggio 1991     | Paesi Bassi          |
| 7  | Raphaela Folie    | C     | 7 marzo 1991      | Italia               |
| 9  | Loveth Omoruyi    | S     | 25 agosto 2002    | Italia               |
| 10 | Monica De Gennaro | L     | 8 gennaio 1987    | Italia               |
| 11 | Hristina Ruseva   | C     | 1º ottobre 1991   | Bulgaria             |
| 12 | Giorgia Frosini   | O     | 29 novembre 2002  | Italia               |
| 13 | Giulia Gennari    | P     | 23 giugno 1996    | Italia               |
| 14 | Joanna Wołosz     | P     | 7 aprile 1990     | Polonia              |
| 17 | Myriam Sylla      | S     | 8 gennaio 1995    | Italia               |
| 18 | Paola Egonu       | O     | 18 dicembre 1998  | Italia               |
| 19 | Sarah Fahr        | C     | 12 settembre 2001 | Italia               |

## Mercato
| Acquisti | Acquisti        | Acquisti        | Acquisti   |
| R.       | Nome            | da              | Modalità   |
| -------- | --------------- | --------------- | ---------- |
| S        | Megan Courtney  | Savino Del Bene | definitivo |
| O        | Giorgia Frosini | Club Italia     | definitivo |
| S        | Kathryn Plummer | Denso Airybees  | definitivo |
| C        | Hristina Ruseva | PTT             | definitivo |

| Cessioni | Cessioni        | Cessioni     | Cessioni   |
| R.       | Nome            | a            | Modalità   |
| -------- | --------------- | ------------ | ---------- |
| S        | McKenzie Adams  | Eczacıbaşı   | definitivo |
| C        | Božana Butigan  | Bergamo 1991 | definitivo |
| O        | Lucille Gicquel | Cuneo Granda | definitivo |
| S        | Kimberly Hill   | -            | ritirata   |

## Risultati

### Serie A1

#### Girone di andata
| 1ª giornata - 10 ottobre 2021 PalaVerde, Villorba                | Imoco           | 3 - 0 | Megavolley            | 25-17, 25-23, 27-25               |
| 2ª giornata - 17 ottobre 2021 Palazzo dello Sport, Roma          | Roma Club       | 0 - 3 | Imoco                 | 21-25, 15-25, 24-26               |
| 3ª giornata - 21 ottobre 2021 PalaVerde, Villorba                | Imoco           | 3 - 0 | AGIL                  | 25-22, 30-28, 25-23               |
| 4ª giornata - 24 ottobre 2021 PalaRadi, Cremona                  | Casalmaggiore   | 0 - 3 | Imoco                 | 15-25, 23-25, 23-25               |
| 5ª giornata - 30 ottobre 2021 Palazzetto dello Sport, Monza      | Pro Victoria    | 2 - 3 | Imoco                 | 25-14, 20-25, 27-25, 20-25, 13-15 |
| 6ª giornata - 6 novembre 2021 PalaVerde, Villorba                | Imoco           | 3 - 2 | UYBA                  | 25-21, 20-25, 21-25, 25-23, 15-11 |
| 7ª giornata - 14 novembre 2021 PalaCastagnaretta, Cuneo          | Cuneo Granda    | 2 - 3 | Imoco                 | 25-22, 15-25, 25-20, 18-25, 8-15  |
| 8ª giornata - 21 novembre 2021 PalaVerde, Villorba               | Imoco           | 3 - 0 | Trentino Rosa         | 25-13, 25-11, 25-20               |
| 9ª giornata - 28 novembre 2021 Palazzetto dello Sport, Scandicci | Savino Del Bene | 1 - 3 | Imoco                 | 25-23, 24-26, 19-25, 21-25        |
| 10ª giornata - 4 dicembre 2021 PalaVerde, Villorba               | Imoco           | 3 - 0 | Wealth Planet Perugia | 25-13, 25-23, 25-13               |
| 11ª giornata - 20 marzo 2022 PalaWanny, Firenze                  | San Casciano    | 1 - 3 | Imoco                 | 25-19, 19-25, 21-25, 16-25        |
| 12ª giornata - 10 novembre 2021 PalaMaddalene, Chieri            | Chieri '76      | 0 - 3 | Imoco                 | 22-25, 22-25, 22-25               |
| 13ª giornata - 23 marzo 2022 PalaVerde, Villorba                 | Imoco           | 3 - 1 | Bergamo 1991          | 20-25, 25-20, 25-17, 25-22        |

#### Girone di ritorno
| 14ª giornata - 23 febbraio 2022 PalaCarneroli, Urbino         | Megavolley            | 2 - 3 | Imoco           | 25-23, 13-25, 19-25, 25-21, 11-15 |
| 15ª giornata - 16 gennaio 2022 PalaVerde, Villorba            | Imoco                 | 3 - 0 | Roma Club       | 25-16, 25-21, 25-17               |
| 16ª giornata - 3 marzo 2022 PalaTerdoppio, Novara             | AGIL                  | 3 - 1 | Imoco           | 25-19, 25-21, 23-25, 25-19        |
| 17ª giornata - 30 gennaio 2022 PalaVerde, Villorba            | Imoco                 | 3 - 0 | Casalmaggiore   | 25-16, 25-23, 25-18               |
| 18ª giornata - 6 febbraio 2022 PalaVerde, Villorba            | Imoco                 | 1 - 3 | Pro Victoria    | 25-23, 20-25, 25-27, 13-25        |
| 19ª giornata - 12 febbraio 2022 PalaPiantanida, Busto Arsizio | UYBA                  | 0 - 3 | Imoco           | 21-25, 21-25, 23-25               |
| 20ª giornata - 20 febbraio 2022 PalaVerde, Villorba           | Imoco                 | 3 - 1 | Cuneo Granda    | 25-23, 25-16, 23-25, 25-23        |
| 21ª giornata - 27 febbraio 2022 PalaSanbapolis, Trento        | Trentino Rosa         | 0 - 3 | Imoco           | 19-25, 18-25, 16-25               |
| 22ª giornata - 6 marzo 2022 PalaVerde, Villorba               | Imoco                 | 3 - 1 | Savino Del Bene | 20-25, 25-22, 25-21, 25-22        |
| 23ª giornata - 13 marzo 2022 PalaEvangelisti, Perugia         | Wealth Planet Perugia | 0 - 3 | Imoco           | 14-25, 18-25, 18-25               |
| 24ª giornata - 1º dicembre 2021 PalaVerde, Villorba           | Imoco                 | 2 - 3 | San Casciano    | 22-25, 30-28, 25-16, 25-27, 12-15 |
| 25ª giornata - 27 marzo 2022 PalaVerde, Villorba              | Imoco                 | 3 - 1 | Chieri '76      | 25-21, 25-17, 15-25, 25-21        |
| 26ª giornata - 2 aprile 2022 Palazzetto dello sport, Bergamo  | Bergamo 1991          | 0 - 3 | Imoco           | 13-25, 26-28, 16-25               |

#### Play-off scudetto
| Quarti di finale (gara 1) - 9 aprile 2022 PalaVerde, Villorba          | Imoco           | 3 - 1 | San Casciano    | 22-25, 25-21, 25-21, 25-11        |
| Quarti di finale (gara 2) - 13 aprile 2022 PalaWanny, Firenze          | San Casciano    | 0 - 3 | Imoco           | 17-25, 22-25, 23-25               |
| Semifinali (gara 1) - 20 aprile 2022 PalaVerde, Villorba               | Imoco           | 3 - 0 | Savino Del Bene | 25-23, 25-21, 25-21               |
| Semifinali (gara 2) - 23 aprile 2022 Palazzetto dello Sport, Scandicci | Savino Del Bene | 1 - 3 | Imoco           | 25-22, 22-25, 11-25, 21-25        |
| Finale (gara 1) - 30 aprile 2022 PalaVerde, Villorba                   | Imoco           | 2 - 3 | Pro Victoria    | 23-25, 25-15, 25-19, 16-25, 13-15 |
| Finale (gara 2) - 2 maggio 2022 Palazzetto dello Sport, Monza          | Pro Victoria    | 2 - 3 | Imoco           | 25-23, 25-23, 16-25, 20-25, 10-15 |
| Finale (gara 3) - 7 maggio 2022 PalaVerde, Villorba                    | Imoco           | 3 - 0 | Pro Victoria    | 25-23, 25-12, 25-22               |
| Finale (gara 4) - 10 maggio 2022 Palazzetto dello Sport, Monza         | Pro Victoria    | 2 - 3 | Imoco           | 20-25, 25-23, 21-25, 25-21, 8-15  |

### Coppa Italia
| Quarti di finale - 30 dicembre 2021 PalaVerde, Villorba  | Imoco | 3 - 1 | Cuneo Granda | 23-25, 25-14, 25-22, 25-14        |
| Semifinali - 5 gennaio 2022 Palazzetto dello Sport, Roma | Imoco | 3 - 1 | UYBA         | 25-16, 24-26, 25-16, 25-23        |
| Finale - 6 gennaio 2022 Palazzetto dello Sport, Roma     | Imoco | 3 - 2 | AGIL         | 19-25, 19-25, 25-21, 25-22, 15-13 |

### Supercoppa italiana
| Finale - 2 ottobre 2021 PalaPanini, Modena | Imoco | 3 - 1 | AGIL | 23-25, 29-27, 25-15, 26-24 |

### Campionato mondiale per club

#### Fase a gironi
| 1ª giornata - 15 dicembre 2021 Başkent Voleybol Salonu, Ankara | Imoco | 3 - 0 | Fenerbahçe  | 25-12, 25-23, 25-23 |
| 3ª giornata - 17 dicembre 2021 Başkent Voleybol Salonu, Ankara | Imoco | 3 - 0 | Praia Clube | 25-17, 25-16, 25-18 |

#### Fase a eliminazione diretta
| Semifinali - 18 dicembre 2021 Başkent Voleybol Salonu, Ankara | Imoco | 3 - 1 | Minas     | 23-25, 26-24, 25-15, 25-19       |
| Finale - 19 dicembre 2021 Başkent Voleybol Salonu, Ankara     | Imoco | 2 - 3 | VakıfBank | 15-25, 25-22, 22-25, 25-22, 7-15 |

### Champions League

#### Fase a gironi
| 1ª giornata - 24 novembre 2021 PalaVerde, Villorba           | Imoco         | 3 - 0 | Ub            | 25-8, 27-25, 25-16  |
| 2ª giornata - 9 dicembre 2022 Continental Aréna, Nyíregyháza | Nyíregyháza   | 0 - 3 | Imoco         | 18-25, 13-25, 11-25 |
| 3ª giornata - 23 dicembre 2021 Arena Szczecin, Stettino      | Chemik Police | 0 - 3 | Imoco         | 21-25, 19-25, 11-25 |
| 4ª giornata - 26 gennaio 2022 PalaVerde, Villorba            | Imoco         | 3 - 0 | Nyíregyháza   | 25-0, 25-0, 25-0    |
| 5ª giornata - 2 febbraio 2022 Sportska hala Ub, Ub           | Ub            | 0 - 3 | Imoco         | 16-25, 22-25, 13-25 |
| 6ª giornata - 15 febbraio 2022 PalaVerde, Villorba           | Imoco         | 3 - 0 | Chemik Police | 25-19, 25-22, 25-22 |

#### Fase a eliminazione diretta
| Quarti di finale (andata) - 9 marzo 2022 Palazzetto dello Sport, Monza | Pro Victoria | 0 - 3 | Imoco        | 21-25, 21-25, 19-25        |
| Quarti di finale (ritorno) - 17 marzo 2022 PalaVerde, Villorba         | Imoco        | 3 - 1 | Pro Victoria | 25-19, 22-25, 25-16, 25-17 |
| Finale - 22 maggio 2022 Arena Stožice, Lubiana                         | Imoco        | 1 - 3 | VakıfBank    | 22-25, 21-25, 25-23, 21-25 |

## Statistiche

### Statistiche di squadra
| Competizione                 | Punti | In casa | In casa | In casa | In trasferta | In trasferta | In trasferta | Totale | Totale | Totale |
| Competizione                 | Punti | G       | V       | P       | G            | V            | P            | G      | V      | P      |
| ---------------------------- | ----- | ------- | ------- | ------- | ------------ | ------------ | ------------ | ------ | ------ | ------ |
| Serie A1                     | 66    | 17      | 14      | 3       | 17           | 16           | 1            | 34     | 30     | 4      |
| Coppa Italia                 | -     | 1       | 1       | 0       | 0            | 0            | 0            | 3      | 3      | 0      |
| Supercoppa italiana          | -     | -       | -       | -       | -            | -            | -            | 1      | 1      | 0      |
| Campionato mondiale per club | 6     | -       | -       | -       | -            | -            | -            | 4      | 3      | 1      |
| Champions League             | 18    | 4       | 4       | 0       | 4            | 4            | 0            | 9      | 8      | 1      |
| Totale                       | -     | 22      | 19      | 3       | 21           | 20           | 1            | 51     | 45     | 6      |

G = partite giocate; V = partite vinte; P = partite perse

### Statistiche dei giocatori
| Giocatore     | Serie A1 | Serie A1 | Serie A1 | Serie A1 | Serie A1 | Coppa Italia | Coppa Italia | Coppa Italia | Coppa Italia | Coppa Italia | Supercoppa italiana | Supercoppa italiana | Supercoppa italiana | Supercoppa italiana | Supercoppa italiana | Campionato mondiale per club | Campionato mondiale per club | Campionato mondiale per club | Campionato mondiale per club | Campionato mondiale per club | Champions League | Champions League | Champions League | Champions League | Champions League | Totale | Totale | Totale | Totale | Totale |
| Giocatore     | P        | PT       | AV       | MV       | BV       | P            | PT           | AV           | MV           | BV           | P                   | PT                  | AV                  | MV                  | BV                  | P                            | PT                           | AV                           | MV                           | BV                           | P                | PT               | AV               | MV               | BV               | P      | PT     | AV     | MV     | BV     |
| ------------- | -------- | -------- | -------- | -------- | -------- | ------------ | ------------ | ------------ | ------------ | ------------ | ------------------- | ------------------- | ------------------- | ------------------- | ------------------- | ---------------------------- | ---------------------------- | ---------------------------- | ---------------------------- | ---------------------------- | ---------------- | ---------------- | ---------------- | ---------------- | ---------------- | ------ | ------ | ------ | ------ | ------ |
| B. Butigan    | 3        | 7        | 3        | 4        | 0        | 0            | 0            | 0            | 0            | 0            | 0                   | 0                   | 0                   | 0                   | 0                   | 0                            | 0                            | 0                            | 0                            | 0                            | 2                | 10               | 4                | 4                | 2                | 5      | 17     | 7      | 8      | 2      |
| L. Caravello  | 31       | 2        | 0        | 0        | 2        | 2            | 0            | 0            | 0            | 0            | 1                   | 0                   | 0                   | 0                   | 0                   | 3                            | 0                            | 0                            | 0                            | 0                            | 7                | 0                | 0                | 0                | 0                | 44     | 2      | 0      | 0      | 2      |
| M. Courtney   | 32       | 185      | 170      | 13       | 2        | 3            | 7            | 7            | 0            | 0            | 1                   | 14                  | 12                  | 2                   | 0                   | 4                            | 27                           | 23                           | 3                            | 1                            | 7                | 34               | 28               | 3                | 4                | 47     | 267    | 240    | 21     | 7      |
| M. De Gennaro | 29       | 0        | 0        | 0        | 0        | 3            | 0            | 0            | 0            | 0            | 1                   | 0                   | 0                   | 0                   | 0                   | 4                            | 0                            | 0                            | 0                            | 0                            | 8                | 0                | 0                | 0                | 0                | 45     | 0      | 0      | 0      | 0      |
| R. de Kruijf  | 27       | 243      | 163      | 64       | 16       | 3            | 28           | 19           | 8            | 1            | 1                   | 7                   | 5                   | 2                   | 0                   | 4                            | 32                           | 21                           | 11                           | 0                            | 5                | 30               | 26               | 4                | 0                | 40     | 340    | 234    | 89     | 17     |
| P. Egonu      | 32       | 763      | 665      | 48       | 49       | 3            | 79           | 64           | 5            | 10           | 1                   | 24                  | 21                  | 2                   | 1                   | 4                            | 107                          | 96                           | 7                            | 4                            | 5                | 139              | 122              | 9                | 9                | 45     | 1 112  | 968    | 71     | 73     |
| S. Fahr       | 5        | 30       | 21       | 9        | 0        | -            | -            | -            | -            | -            | -                   | -                   | -                   | -                   | -                   | -                            | -                            | -                            | -                            | -                            | 0                | 0                | 0                | 0                | 0                | 5      | 30     | 21     | 9      | 0      |
| R. Folie      | 22       | 174      | 118      | 47       | 9        | 2            | 27           | 16           | 6            | 5            | 1                   | 9                   | 6                   | 3                   | 0                   | 3                            | 24                           | 18                           | 5                            | 1                            | 6                | 51               | 34               | 14               | 3                | 34     | 285    | 192    | 75     | 18     |
| G. Frosini    | 22       | 20       | 19       | 1        | 0        | 1            | 0            | 0            | 0            | 0            | 1                   | 0                   | 0                   | 0                   | 0                   | 3                            | 0                            | 0                            | 0                            | 0                            | 5                | 42               | 34               | 4                | 4                | 32     | 62     | 53     | 5      | 4      |
| G. Gennari    | 30       | 24       | 6        | 8        | 10       | 2            | 0            | 0            | 0            | 0            | 1                   | 0                   | 0                   | 0                   | 0                   | 4                            | 0                            | 0                            | 0                            | 0                            | 7                | 9                | 4                | 5                | 0                | 44     | 33     | 10     | 13     | 10     |
| L. Omoruyi    | 17       | 113      | 91       | 18       | 4        | 2            | 4            | 4            | 0            | 0            | 0                   | 0                   | 0                   | 0                   | 0                   | 0                            | 0                            | 0                            | 0                            | 0                            | 4                | 21               | 17               | 1                | 3                | 23     | 138    | 112    | 19     | 7      |
| K. Plummer    | 27       | 337      | 296      | 29       | 12       | 3            | 45           | 40           | 3            | 2            | 1                   | 17                  | 17                  | 0                   | 0                   | 4                            | 38                           | 34                           | 3                            | 1                            | 7                | 68               | 60               | 4                | 4                | 42     | 505    | 447    | 39     | 19     |
| H. Ruseva     | 20       | 128      | 82       | 37       | 9        | 1            | 10           | 8            | 2            | 0            | 0                   | 0                   | 0                   | 0                   | 0                   | 2                            | 13                           | 8                            | 5                            | 0                            | -                | -                | -                | -                | -                | 23     | 151    | 98     | 44     | 9      |
| M. Sylla      | 25       | 197      | 166      | 27       | 4        | 3            | 20           | 19           | 1            | 0            | -                   | -                   | -                   | -                   | -                   | 3                            | 19                           | 17                           | 1                            | 1                            | 7                | 59               | 49               | 7                | 3                | 38     | 295    | 251    | 36     | 8      |
| J. Wołosz     | 32       | 70       | 29       | 29       | 12       | 3            | 13           | 3            | 9            | 1            | 1                   | 3                   | 0                   | 1                   | 2                   | 4                            | 9                            | 2                            | 5                            | 2                            | 6                | 8                | 3                | 4                | 1                | 46     | 103    | 37     | 48     | 18     |

P = presenze; PT = punti totali; AV = attacchi vincenti; MV = muri vincenti; BV = battute vincenti